# Knud Stadsgaard
Knud Stadsgaard (født 28. april 1960) er chefpolitiinspektør ved Københavns Vestegns politi. Han har tidligere arbejdet som chefpolitiinspektør hos Midt- og Vestjyllands Politi. samt været chefpolitiinspektør og Operativ Chef hos Politiets Efterretningstjeneste (PET).
Han er ligeledes tidligere dansk fodbolddommer, der dømte i Superligaen fra 1994 til 2006. Han stoppede som dommer, da han faldt for DBU's daværende aldersgrænse på 45 år for topdommere. Sammenlagt blev det til ca. 80 internationale kampe for FIFA og UEFA samt 197 superligakampe for DBU. Han fungerede efterfølgende i en årrække som dommerudvikler nationalt og internationalt.
Han har siden 2017 været formand for Dansk Politiidræts Forbund (DPIF), et forbund med omkring 11. 000 medlemmer.  
Han er far til fodboldspilleren Kris Stadsgaard. 
Knud Stadsgaard er tillige oberstløjtnant af reserven, ligesom han i 2018 blev udnævnt til Ridder af 1. grad Dannebrogsordenen.